# EMedicine
eMedicine là một cơ sở chứa các kiến thức y tế lâm sàng trực tuyến được thành lập vào năm 1996 bởi 2 bác sĩ Scott Plantz và Richard Lavely. Việc tìm kiếm trên trang web này dựa theo các từ khóa và bao gồm khoảng 6.800 đề mục, mỗi đề mục lại được liên kết với một trong 62 sách giáo khoa lâm sàng chuyên ngành. Ví dụ khoa nhi bao gồm 14 sách giáo khoa chuyên ngành (nội tiết, di truyền, tim mạch, pulmonology,...). Một đề mục được viết bởi một hội đồng gồm các chuyên gia đã được chứng nhận trong chuyên ngành của đề mục đó.

## Lịch sử
Trang web đã được bán cho WebMD vào tháng 1 năm 2006.
Trang web cho phép sử dụng miễn phí, chỉ yêu cầu người sử dụng phải đăng ký. Các bài viết được hơn 10.000 người đóng góp từ nhiều quốc gia trên thế giới và hoạt động như một cuốn sách điện tử và có thể truy cập bằng các thiết bị cầm tay.